# Super Rompetechos
Super Rompetechos fue uno de los muchos tebeos en que la Editorial Bruguera empleó al prefijo "super" tras Super Pulgarcito (1970) y, ya en 1972, Super Mortadelo, Super Tío Vivo y Super Zipi y Zape. Todos ellos tenían una extensión mayor que los tradicionales de la casa y aparecían inicialmente cada cinco semanas en lugar de semanalmente.
Se inscribía además en la tendencia de dedicar cabeceras a los personajes más importantes de Francisco Ibáñez, como ya había ocurrido antes con Super DDT (1973), protagonizada por Pepe Gotera y Otivio, y con Sacarino y Super Sacarino, ambas de 1975.
Su director era Joaquín Martínez Piles y contenía las siguientes series:
| Años       | Números | Título                                        | Autoría                  | Procedencia |
| ---------- | ------- | --------------------------------------------- | ------------------------ | ----------- |
| 29/05/1978 | 1,      | Rompetechos                                   | Ibáñez                   |             |
| 29/05/1978 | 1,      | Las hermanas Gilda                            | Vázquez                  |             |
| 29/05/1978 | 1,      | Cucaracho                                     | Francisco Serrano/Jiaser |             |
| 29/05/1978 | 1,      | Anacleto, agente secreto                      |                          |             |
| 29/05/1978 | 1,      | Don Pío                                       |                          |             |
| 29/05/1978 | 1,      | Domingón                                      | Gosset                   |             |
| 29/05/1978 | 1,      | Apolino Taruguez y su secretario              | Conti                    |             |
| 29/05/1978 | 1,      | Plurilópez                                    | Francisco Serrano/Tran   |             |
| 29/05/1978 | 1,      | Fantasmas de alquiler                         |                          | I. P. C.    |
| 29/05/1978 | 1,      | Teresito                                      | Blas Sanchis             |             |
| 29/05/1978 | 1,      | Don Terrible Buñuelos                         | Alfonso Figueras         |             |
| 29/05/1978 | 1,      | Publicidad O. K.                              | Colomer                  |             |
| 29/05/1978 | 1,      | Tete Gutapercha                               | Charly/Tran              |             |
| 29/05/1978 | 1,      | Bonifacio y Pedernal, una pareja informal     | Pineda Bono              |             |
| 29/05/1978 | 1,      | Carioco                                       | Conti                    |             |
| 29/05/1978 | 1,      | El botones Sacarino                           | Ibáñez                   |             |
| 29/05/1978 | 1,      | Don Percebe y Basilio, cobradores a domicilio | Rojas de la Cámara       |             |
| 29/05/1978 | 1,      | Porrez y Cía                                  |                          |             |
| 29/05/1978 | 1,      | Aspirino y Colodión                           | Alfonso Figueras         |             |
| 29/05/1978 | 1,      | Mortadelo y Filemón                           | Ibáñez                   |             |
| 29/05/1978 | 1,      | Cebolleta                                     | Vázquez                  | Reedición   |
| 29/05/1978 | 1,      | Don Salicilato                                | F. Camacho               |             |
| 29/05/1978 | 1,      | Camelio Majareto                              | Schmidt                  |             |